# Eucelatoria
Eucelatoria – rodzaj muchówek z rodziny rączycowatych (Tachinidae).

## Wybrane gatunki
- E. armigera (Coquillett, 1889)[1]
- E. auriceps (Aldrich, 1926)[1]
- E. bigeminata (Curran, 1927)
- E. bryani Sabrosky, 1981[1]
- E. cinefacta (Reinhard, 1967)[1]
- E. dimmocki (Aldrich, 1932)[1]
- E. leucophaeata (Reinhard, 1967)[1]
- E. procincta (Reinhard, 1935)[1]
- E. rubentis (Coquillett, 1895)[1]
- E. tenella (Reinhard, 1937)[1]
- E. texana (Reinhard, 1923)[1]